# Joanna Hoffman
Joanna Karine Hoffman (Polônia, 27 de julho de 1955) é executiva de marketing. Foi um dos membros originais do time criador do Macintosh e do NeXT.

## Vida pessoal e educação
Joanna nasceu na Polônia, filha do diretor de cinema Jerzy Hoffman, tendo morado com a mãe na Armênia, então parte da União Soviética, até os dez anos, quando foi morar com o pai em Varsóvia. Aos 12 anos, em 1967, sua mãe se casou com um norte-americano e mudou-se para Buffalo, Nova York. Joana ganhou permanência e depois juntou-se ao casal nos Estados Unidos, onde tornou-se rapidamente fluente em inglês e uma excelente aluna.
Ela se distanciou de seu pai, que dirigiu filmes notáveis, incluindo 'The Deluge' (1974), que foi indicado ao Oscar de Melhor Filme Estrangeiro, pela Polônia. Sua família sofreu durante a Segunda Guerra Mundial e seus avós morreram no Holocausto. Seu pai foi deportado para a Sibéria, mas sobreviveu.
Joana tem formação em antropologia, física e linguistica, com bacharelado em Ciências Humanas e Ciências Exatas pelo Massachusetts Institute of Technology, tentando doutorado em arqueologia, pela Universidade de Chicago, mas não o defendeu. Em 1979, ela foi escalada para uma escavação arqueológica no Irã, tendo parado na Polônia antes para visitar a família, onde recebeu um aviso do Irã de que ela teria que retornar aos Estados Unidos, por causa da Revolução Iraniana.
É casada com Alain Rossmann, nascido na França, com quem trabalhou na Apple. O casal tem dois filhos.

## Carreira
Joana estava de licença da Universidade de Chicago, quando foi encorajada por alguns amigos a ir a uma palestra da Xerox, na Califórnia. Na ocasião, ela teve uma acirrada discussão com Jef RaskinA discussão focou-se em como os computadores eram e como podiam melhorar a vida das pessoas, o que o deixou tão impressionado com Joana que ele acabou convidando-a para uma entrevista referente a um cargo na Apple.
Em outubro de 1980, Joana começou os trabalhos no projeto Macintosh, como parte da equipe inicial, composta por Burrell Smith, Bud Tribble e Brian Howard. Era ainda um projeto de pesquisa, mas sua posição consistia em pensar toda a campanha de marketing do novo computador, tendo também escrito os primeiros rascunhos dos Guias de Interface do Usuário para Macintosh. Logo ela também seria a responsável pela equipe internacional de marketing na Europa e na Ásia. Com a ida de Steve Jobs para o NeXT, Joana o acompanhou, tendo sido um dos membros originais. Sua reputação na empresa se devia ao fato de ter sido uma das poucas pessoas que conseguiram, com sucesso, trabalhar ao lado de Jobs.
Nos anos 1990, Joana foi vice presidente de marketing da General Magic, aposentando-se em 1995 para poder passar mais tempo com a família. Engajou-se em dar palestras pelo país, a respeito de seu trabalho com o Macintosh e com Steve Jobs.